# Уставотворна народна скупштина Краљевине Срба, Хрвата и Словенаца
Уставотворна народна скупштина Краљевине Срба, Хрвата и Словенаца је одржана између 12. децембра 1920. и 2. јула 1921.

## Избори за Уставотворну скупштину
Избори за Уставотворну скупштину Краљевине Срба, Хрвата и Словенаца извршени су 28. новембра 1920. На овим изборима бирано је 419 народних посланика. Процентуални одзив бирача износио је 64,95%.
Занимљиво је да је на изборима за Уставотворну скупштину дошла до израза велика страначка распарчаност јер су, према званичној статистици, учествовале двадесет и две странке. Од тога броја шест странака нису биле представљене ниједним послаником у Уставотворној скупштини. Страначке снаге, изражене у броју изабраних посланика и датих гласова, рачунајући и поједине дисидентске листе, изгледале су после избора овако:
Демократска странка 92 посланика, 319.448 гласова; Радикална странка 91 посланика, 284.575 гласова; Хрватска пучка сељачка странка (странка Стјепана Радића) 50 посланика, 230.590 гласова; Комунистичка странка 58 посланика, 198.736 гласова; Земљорадничка странка 39 посланика, 151.603 гласова: Хрватска и Словеначка пучка странка (др. Корошец) 27 посланика, 111.274 гласова; Југословенска муслиманска организација 24 посланика, 110.895 гласова; Социалдемократска странка 10 посланика, 46.792 гласова; Хрватска тежачка странка (Народни клуб) 7 посланика, 38.400 гласова; Национална турска организација 8 посланика, 30.029 гласова; Хрватска заједница 4 посланика, 25.867 гласова; Републиканска странка 3 посланика, 18.136 гласова; Хрватска странка права 2 посланика, 10.880 гласова; Ванстраначка листа 1 посланика, 6.581 глас; Српска народна организација (Чокорило) ни једног посланика, 6.215 гласова; Народна социјална странка 2 посланика 6.186 гласова; Либерална странка 1 посланика, 5.061 глас; Ратничка странка (2.848 гласова; Прекомурска господарства странка (1.960 гласова); Ческа странка (704 гласа); Независна муслиманска странка (449 гласова) и Муслиманска народна странка (306 гласова) без и једног посланика.
Укупан број бирача за Конституанту износио је 2.480.623 a број предатих гласова био је 1.607.265.

## Уставотворна народна скупштина
Пре почетка редовних скупштинских састанака Уставотворна скупштина одржала је пет претходних састанака. Први претходни састанак одржан је 12. децембра 1920. Према прописима скупштинског пословника, за привременог председника скупштине изабран је Никола Пашић.
Подвлачећи историјски значај првог састанка Уставотворне скупштине, привремени председник Никола Пашић заузимајући тај положај, рекао је:
Судбина наше будуће државе и нашег народа постављена је у ваше руке. Ако будемо умни и руководимо се искуством и историјом, ми ћемо моћи наћи прави пут нашега напретка и развитка, пут који ће нас брзо довести до редова најнапреднијих народа. Пут који ће брзо створити слободу и благостање у нашем народу посао је доста тежак, али ако је добре воље код свих нас да створимо једну основу која ће дати могућности мирном развијашу свију наших суграђана, онда се тај посао може свршити; нарочито ако се при томе руководимо још благошћу и историјском поуком, и ако будемо трпељиви и саслушамо сваког нашег брата у своме дому.
Уставотворна скупштина је почела редован рад 23. децембра 1920. по пословнику који је израдила влада др. Милана Веснића са скупштинским одбором, према овлашћењу изборног закона у члану 121. Противу пословника у новој Скупштини изјаснила се Комунистичка странка, Југословенски клуб, Земљораднички клуб, Републиканска странка, a Југословенски муслимански клуб дао је изјаву да донесени скупштински пословник није у складу са 121 чланом изборног закона. Против пословника изјаснио се и Социјалистички клуб.
Верификациони одбор поднео је Скупштини извештај већине 22. децембра, заједно са извештајем мањине и одвојеним мишљењима. Крајња левица, када је требало по привременом пословнику приступити полагању заклетве, протестовала је и напустила скупштинску дворану, док су републиканци дали изјаву да им је заклетва наметнута силом.
На последњем претходном састанку Уставотворне скупштине изабрано је стално скупштинско часништво. За председника био је изабран др. Иван Рибар са 192 гласа од 243. За првог потпредседника изабран је Милош Ћосић, за II потпредседника Халид Храсница, за III потпредседника др. Славко Милетић. За секретаре су изабрани: Радослав Агатоновић, Хусеин Алић, Живојин Видановић, Марко Вилић, Сретен Вукосављевић, Милутин Драговић, др. Војислав Јањић, Риста Одавић, др. Милош Радосављевић.
Уставотворна скупштина је у раду имала прекид од 23. децембра 1920. до 12. јануара 1921. г., услед оставке кабинета др. Миленка Веснића. На седници од 12. јануара Скупштини се представила нова влада, под председништвом Николе Пашића, образована указом 1. јануара 1921. годиие.

### Свечано отварање Уставотворне скупштине
Свечано отварање Уставотворне скупштине Престоном беседом обављено јe 14. јануара. Престолонаследник Регент Александар том приликом прочитао јe ову Беседу:
Божијом милошћу, безпримерном храброшћу и непоколебљивом оданошћу Народном, и помоћу наших великих Савезника, извршено јe ослобођење и уједињење нашег целокупног Народа, које сам био срећан још пре две године прокламовати свечано и које јe данас и међународно признато.
После избора за Уставотворну скупштину, извршеног y примерном реду и слободи, ми вас y нашем историском Београду не дочекујемо y сјајним палатама. Наши преци и ми нисмо имали кад да мислимо на њихово подизање, јер сва пажња покољења, од Вожда па до данас, била јe усредсређена само y наше ослобођење и уједињење.
И мој Узвишени Родитељ, Његово Величанство Краљ Петар I, живео јe цео свој живот y жељи и нади, да доживи овај срећан дан ... Остарео и изнемогао, и савладан теретима које јe подносио с Народом за Народ, Он вам преко Мене, упућује свој Краљевски поздрав: Добро нам дошли, браћо из свих крајева наше проширене и миле Отаџбине са жељом да срећно извршите свој велики посао. Оружје јe дало свој прилог за садашње стање, нека га мудрост народних посланика крунише и допуни.
Уверен сам да ћете, при измени мисли о стварању Устава, имати пред очима само опште добро нашега Народа, и да нећете изгубити из вида ни једног тренутка, да јe наш Народ вековима страдао и трпео под непријатељима, који су с Истока и Запада нагрнули. Његово јединство и стварање једне јаке државе, трошили су његову снагу и проливали Његову крв на јачање моћи освајача. Само дубока нада да ће једном доћи тренутак Његовог ослобођења и националног уједињења, одржала Га јe y животу.
Моје поверење y Народ јe неограничено. Он јe својом политичком свешћу на висини задатка, који јe пред њим, a тај задатак има да буде свршен тако, да наш Устав, својим установама и перспективама, које отвори, постане темељ нашег свестраног напретка.
Наши стари населили су сe, a ми смо ослободили и први пут ујединили своје народне области y једну државу. Она јe наше прво добро, наша највећа тековина. Устав има да јe окружи свим модерним условима трајности, стабилности и даљег развијања. Истражујте и утврђујте, господо посланици, те услове. У томе су ваша права и ваша слобода потпуни и ујемчени.
Ја свраћам пажњу на један од тих услова. Мислим, најважнији: то јe Правда; правда свима деловима нашега Народа; правда свима вероисповестима; правда и великим и малим, јаким и слабим, правда свима који нису нашег имена и племена, али су наши суграђани.
Развој друштва и држава нарочито истиче нашој пажњи економску правду. Опште јe уверење y свету и општа тежња да ње буде све више и више. Једино тако ће сe љутска цивилизација обезбедити од досадашњих периодичних потреса. Верске борбе међу људима и народима нестају или одлазе y позадину. И националне ће сe борбе ублажити, али ће сe заоштрити привредне ако y све своје мисли и радње y економском м социалном животу и односима не унесемо тежњу за правдом.
Тако ће наша држава, заснована на пуној равноправности и најширем демократизму, омогућити хармонично развијање свију народних сила, и отворити пут и најсиромашнијем, да својим радом и умом дође до највећег угледа y друштву и највишег положаја y држави.
Милион наших палих јунака, којима нека јe до века слава и хвала, оставили су нам аманет да Уставом обезбедимо наше народно и државно јединство.

У то име нека јe срећан рад Уставотворне скупштине; нека јe благословен Богом и нека буде завршен на радост како целог нашег народа, тако и наших опробаних пријатеља, и нека поведе наш целокупни Народ великој и сјајној ери y светској историји.

### Велики нацрт Устава
Уставотворној скупштини поднесен јe од стране владе Николе Пашића 25. јануара велики нацрт Устава са прилозима.
По владином нацрту Краљевина Срба, Хрвата и Словенаца јe уставна, парламентарна и наследна монархија. Грађанима сe признаје једнакост пред законима и заштита власти. Не признаје сe племство, титуле, нити икаква преимућства по рођењу. Грађанима сe зајемчава лична слобода, које могу бити лишени само y случајевима које јe закон предвидео. Пре суђења јe загарантовано надлежно саслушање и надлежни суд. Казна сe може применити само на дела за које јe закон унапред предвидео. Смртна казна сe не може применити за чисто политичке кривце. Ни један грађанин не може бити изгнан из државе.
Пројект Устава гарантовао јe неповредност стана, изузев случаја предвиђених законом, али увек начином како јe то закон предвидео. Пројекат ујемчава слободу вере и савести и признаје равноправност свим вероисповестима које су већ добиле законито признање.
Својина јe зајемчена, a феудални односи сe укидају. Слобода штампе призната јe y границама закона. Цензура јe предвиђена само за време рата и мобилизације. Због увреде Владаоца или чланова Краљевског дома, или изазивања племенског раздора и мржње противу државе, могло сe забранити растурање новина и других штампаних ствари. Удруживање, збор и договор, признаје сe y границама закона. Прописује сe обавезност основне наставе. Приватне школе и други заводи за васпитање стоје под надзором државних власти.
Пројекат јe даље предвиђао неповредност тајне писма, право да сваки грађанин тужи државног или самоуправног чиновника за кривична дела учињена y службеној дужности, право на накнаду причињене штете са супсидијерном одговорношћу државе. Сва звања y свима струкама државне службе доступна су, под законским погодбама, свим држављанима по рођењу или прирођењу.
Законодавну власт врши Краљ и Народно преставништво. Краљ то чини преко одговорних министара, по одредбама Устава, a судску власт врше судови y име Краља, на основу закона.
Краљ потврђује и проглашује законе, поставља државне чиновнике, даје чинове, врховни јe војни заповедник. Он има право амнестије, која сe једино не може дати министрима пре изречене пресуде. Краљ има право помиловања, он представља државу, оглашује рат и закључује мир.
Право на сазивање Народног представништва y редован и ванредан сазив припада Краљу. Такође и право распуштања Народне скупштине, али условно да указ о распуштању садржи наредбу за нове изборе y року од три месеца и наредбу за сазив Народног представништва најдаље за четири месеца од дана распуштања Скупштине.
Ниједан чин краљевске владе нема снаге, нити сe може извршити, ако га није пре потписао надлежан министар. За све Краљеве акте, усмене или писмене, премапотписане или непремапотписане, за све његове поступке политичког значаја, одговара надлежни министар. Устав утврђује владајућу династију Карађорђевића.
Народно преставништво састављају Народна скупштина и Сенат. Народна скупштина састављена јe од 300 посланика које народ бира слободно, општим, једнаким, непосредним и тајним гласањем. Скупштина сe бира на четири године. Бирачко право признато јe сваком држављанину по рођењу или прирођењу, ако јe навршио 21 годину. Изузетак су војна лица под заставом.
Сенат јe састављен од 100 чланова. Бирачко тело које бира Сенат састављају грађани који су напунили 30 година. Сенат сe бира на девет година. Сваке три године Сенат сe обнавља новим избором чланова y једној трећини изборних јединица. Редован сазив Скупштине и Сената јe 20. октобар. Редован сазив не може сe закључити док не буде решен државни прорачун.
Законске предлоге подносе, по овлашћењу Краљевом, Министарски савет или поједини министри. Право подношења законских предлога припада и сваком члану Народног преставништва (чл. 47). Ако Сенат учини примедбе на прорачун и финансијски закон који је примила Народна скупштина, Скупштина узима одмах y претресање примедбе Сената и коначно решава о прорачуну и финансијском закону. Законе проглашује Краљ, указом који садржи и сам закон решен од Народног преставништва. Народној скупштини сe признаје право анкете y изборним и чисто административним питањима. Посланик и сенатор не одговарају за глас који су дали као чланови Народног преставништва. Члан 56 предвиђао јe имунитет посланика и сенатора.
Одељак VII пројекта садржи одредбе о управној власти, одељак VIII о судској власти, одељак IX говори о државном газдинству, X о војсци и XI о измени устава.
Поред пројекта новог Устава, Скупштини јe поднет и извештај одбора за измену привременог пословника. Резизија пословника детаљно јe са правне стране обухватила право посланичке интерпелације, јер јe Привремени пословник y том питању био непотпун.

### Избор Уставотворног одбора
Конституанта јe изабрала Уставотворни одбор 31. јануара 1921. У Уставотворном одбору, према броју датих гласова, биле су заступљене следеће странке: Миленка Веснића 86 гласова (радикали), Љубе Давидовића 85 (демократи), Мехмеда Спахе 22 (Ј. M. О.), Антона Сушника 36 (Словенска људска странка и Хрватска пучка странка), Е. Кристана 15 (социјалисти), Симе Марковића 54 (комунисти), Михаила Аврамовића 30 (земљорадници).
Са листе Миленка Веснића изабрани су y Уставотворни одбор: Марко Ђуричић, Љуба Јовановић, Настас Петровић, Миша Трифуновић, Момчило Нинчић, Лаза Марковић, Муфтија Мехмед Алија, Милорад Вујичић, Јован Радонић и Веља Вукићевић. Са листе Љубомира Давидовића изабрани су: Војислав Вељковић, Томислав Томљеновић, Војислав Маринковић, Грегор Жерјав, Милутин Јакшић, Илија Шуменковић, Јурај Деметровић, Исмет-бег Карабеговић, Павле Анђелић и Светислав Поповић. Са листе Југословенског муслиманског клуба изабрани су: Мехмед Спахо, Халид Храсница, Фехим Курбеговић. Из Југословенског клуба изабрани су: Антон Сушник, Матко Лагиња, Анте Дулибић, Стјепан Војнић-Тунић. Са листе Е. Кристана изабран јe Јован Ђоновић. За Комунистички клуб изабрани су: Сима Марвић, Живко Јовановић, Павле Павловић, Ловро Клеменчић, Триша Кацлеровић, Филип Филиповић и Сима Миљуш. Најзад са листе Михаила Аврамовића изабрани су: Богумил Вошњак и Јован Јовановић. Сви носиоци листа такође су били чланови Уставотворног одбора.
Према пословнику сама Уставотворна скупштина имала јe да одреди рок до кога Уставотворни одбор треба да донесе свој извештај. Усвојен јe рок од 40 дана, и он сe показао као недовољан. Пошто y овом року нацрт није могао бити потпуно израђен, Конституанта јe одлучила да сe рок за подношење уставног нацрта продужи до 5. априла 1921.

### Дебата о „Обзнани"
До велике политичке дебате y Уставотворној скупштини дошло јe поводом „Обзнане", коју јe 30. децембра 1920. донела влада Миленка Веснића. Како јe режим „Обзнане" продужила и влада Николе Пашића, која јe наследила Веснићеву, y Скупштини јe дошло до неколико интерпелација упућених председнику владе и министру унутрашњих дела.
У интерпелацији упућеној на председника министарског савета, каже сe да јe влада Миленка Веснића 30. децембра 1920. год. путем државног удара извршила мучки препад на раднички покрет. „Под разним изговорима и измишљотинама затварани су раднички домови, обустављена јe штампа и суспендоване су организације". У интерпелацији, акт „Обзнане" назива сe „безпримерним насиљем", јер влада Миленка Веснића није дала доказе и документа која би оправдала ове мере. Како јe влада Николе Пашића усвојила стање створено „Обзнаном", председнику министарства упућено јe неколико оштрих интерпелација из посланичких редова који су припадали комунистичкој странци.
На све интерпелације одговорио јe министар унутрашњих дела Милорад Драшковић великим говором y Скупштини 8. априла 1920. У томе говору министар унутрашњих дела изнео јe, углавном, следеће разлоге за доношење и одржавање „Обзнане" на снази:
У Вуковару јe одржан конгрес комуниста који јe прокламовао првенство и супрематију радничке класе. Оборено јe начело политичке слободе, па сe стало на начело диктатуре пролетаријата. Установљење комунистичког поретка претпоставља да пролетаријат претходно мора уништити политичку власт буржоазије. Ово заузеће власти не може сe свести на промену личности y саставу министарства, већ треба да значи разарање једног туђинског државног апарата узимањем y руке стварне силе, разоружање буржоазије и наоружање пролетаријата, уништење свих буржоаских судова и организацију пролетерских судова, уништење буржоаске бирократије и стварање нове пролетерске власти.
Министар унутрашњих дела позвао сe на доказе којима јe располагао али није могао да их све обелодани због истраге; он јe доказивао да јe „први и основни инструменат Комунистичке партије насиље". „Између овога", рекао јe Драшковић, „што садржи y овим директивама и начелима Вуковарског конгреса, програм Комунистичке партије и овога што садржи наш Устав нема не само додира, него ни додирне тачке. Они сe искључују, један или други".
Бранећи „Обзнану" Драшковић јe нарочито подвукао прилазак комунистичке партије Трећој интернационали, наводећи да то значи „одрицање своје независности y програмском, политичком и стратешког погледу." „У условима за сутпање y Трећу интернационалу има једна тачка, да партија прима обавезу на илегалну борбу, на борбу незаконитим средствима".
Комунистима јe даље замерао Драшковић да су учинили највећу злоупотребу y синдикатима, пропагирајући своја начела. Синдикате су употребили као средства своје борбе против буржоаске државе, како би јe сломили. На Вуковарском конгресу су синдикати означени као револуционарне установе, a они то не треба да буду, пошто то нису ни y свету. „Комунисти су терором, заплашивањем и тучом, гонили мирне људе да напуштају посао, на коме су сe они осећали срећни и задовољни. Али комунисти су y пропаганди својих начела и „минирању државе" злоупотребили раднички штрајк".
У говору јe напоменуто да су комунисти примали новац из иностранства: из Русије, Мађарске и Америке. За комунисте сe тврди да су учинили злоупотребу шпијунажом. „Они су уходили сва државна надлештва, они су пласирали, смештали, на један или други начин, y министарство војно и y остала министарства, своје људе да би тачно били обавештени о ходу државне администрације, да би успешно могли саботирати државу. У радничком Дому нађена јe маса државних докумената, који су покрадени из државних надлештава. То су документа која сe односе на војску, на спољну, унутрашњу и финансијску политику".
Пред Скупштином Драшковић јe тврдио да јe Комунистичка партија, фантастичним обећањима, деморалисала војску, да јe имала додира и осигуравала сарадњу међународних злочинаца и разбојника (овде сe циља на бугарске терористе) да сe међу присутним народним посланицима налази један који јe за време окупације доказивао да јe бугарски поданик, да јe код једног од комунистичких вођа нађена прокламација на радни народ са дефетистичким карактером, да јe цела Јужна Србија покривена мрежом тајних организација, да јe један од вођа партиских тврдио y Загребу да су комунисти близу пред одсудним ударом. Овај јe сукоб, сукоб између комуниста с једне стране и државне власти с друге стране, био неминован и неизбежан. Родио сe један покрет странога порекла, финансиран са стране који иде, како сам каже, да разори ову нашу државу. Што јe природније већ да тај покрет, y свом ходу, наиђе на отпор државне власти. Ми хоћемо да сe подиже држава, они да сe уништи, морали смо сe сукобити. Ми смо државну власт y том моменту вршили како смо јe најбоље разумели".
У политичкој дебати о „Обзнани" узели су учешћа преко својих представника Комунистичка странка, Земљорадничка странка, Социјал - демократска странка, Хрватска тежачка странка из Босне, затим посланици Марко Миладиновић, Милан Милорадовић, Драгутин Пећић и Војислав Лазић. За Народни клуб дао јe изјаву посланик Иван Павичић да, с обзиром на начин како сe „Обзнана" извршила и злоупотребљавала, клуб изражава влади неповерење. Вођ земљорадничке странке Јован Јовановић окарактерисао јe „Обзнану" као једну нелегалну меру.
Дебата о „Обзнани" извршена јe гласањем о предлозима које јe поднела владина већина, a затим Комунистичка странка и Земљорадничка странка. Усвојен јe предлог посланика Драгутина Пећића: „Непоколебљиво стојећи на бранику државе, a уверена да одговара жељи за миром целе земље, Уставотворна скупштина позива Владу да што пре спреми и предложи Уставотворној скупштини допуне и пооштрење законских мера, којима ће сe отклонити свако угрожавање државе, њених установа, јавних и приватних права грађана. Одобравајући мере предузете до сада y нужној одбрани државе, Уставотворна скупштина прелази на дневни ред".

### Начелна дебата о владином пројекту Устава
У начелној дебати поводом пројекта владиног предлога устава министар за конституанту Марко Трифковић подвукао јe тешкоће око доношења Устава, услед апстиненције посланика странке Стјепана Радића.
„Овај велики историски догађај, рекао јe Марко Трифковић, доношење Устава, није без тешкоћа и без незгода. Није нам суђено да до великих тековина долазимо олако. На овоме месту ја ћу да споменем само то, да држање посланика једног великог броја хрватскога дела нашега народа помућује нашу радост. Посланици Г. Радића нашли су да, по нашу националну ствар, неће бити од штете ако сe они уздрже од учествовања y овоме великом националном послу. Изгледа да господа која припадају тој странци мисле да ми више немамо националних непријатеља...."
О раду Уставнога одбора министар за Конституанту изразио сe најпохвалније, тврдећи да јe одбор најмарљивије и најсавесније претресао владин нацрт Устава. При претресању нацрта Устава y одбору узеле су учешћа све групације. Поједине политичке групе чак су подносиле и своје сопствене уставне нацрте. Владин нацрт Устава примљен јe y Уставном одбору великом већином, пошто сe већина, ослањајући сe на народно расположење, изјаснила за јединствену националну државу.
У уставном одбору пројекту су чињене замерке што су његове одредбе ограничене једино на организацију друштвених и самоуправних власти, не упуштајући сe y уређивање социјално-економских проблема. Влада јe y одбору прихватила критку и y уставни нацрт узела y засебном одељку и социјално-економске одредбе. Ове одредбе односиле су сe на побољшање привредних услова за све грађане, на заштиту жена и т.д., као и на безбедност и заштиту радника y свим предузећима, на заштиту матера и деце, на бесплатну лекарску помоћ грађанима, на осигурање лица поморског занимања за случај болести, изнемоглости и старости. Социјално-економске одредбе обезбеђују држави учешће y наслеђу према степену сродства, феудални односи укидају сe даном престанка туђинске власти, кметови и тежаци који раде земљу y односима и сличном убаштињују сe без накнаде од њихове стране (али признајући y начелу принцип накнаде).
У одељку о грађанским правима y Одбору јe, као важнија допуна, унето да органи власти који би сe огрешили о те одредбе кривично одговарају за противзаконито лишење слободе. Министар за конституанту подвлачио јe да влада и одборска већина излазила y сусрет „Свима иоле прихватљивим предлозима", a све y жељи да израђени Устав не буде дело једне или две партије, него да буде дело свих партија, целога народа". У начелној дебати министар јe тврдио да предложени нацрт Устава садржи потпуно загарантована сва политичка права грађана, сасвим обезбеђени прави парламентарни систем владавине, и широке обласне и општинске самоуправе.

#### Становиште Социјално - демократске странке
Критику уставног нацрта прво јe дала Социјално - демократска странка. Њен представник, Е. Кристан, налазио јe да јe предложени нацрт владиног уставног предлога далеко од свакога споразума и y основама самога нацрта. По представнику Социјално-демократске групе уставни нацрт „није само један конзервативан, него y многим правцима један директно реакциониран нацрт". Социјалисти су оспоравали министру за Уставотворну скупштину да јe предложени нацрт Устава најподесније прилагођен државним приликама.
О питању државног јединства Етбин Кристан јe, y име социјалистичке групе, изјавио: „Ја стојим на становишту да ова наша држава треба да буде једно. Ја y то верујем и моји другови y то верују".
Све реформе које су социјалитси предлагали y начелној уставној дебати односиле су сe, y првом реду, на веће уставне гаранције грађанским правима и друштвеним реформама.

#### Становиште Демократске странке
У начелној дебати Демократска странка била јe представљена својим шефом Љубомиром Давидовићем. Демократска странка као политичка групација на коју сe y то време ослањала влада y Скупштини дала јe своје гласове за владин пројект Устава.
Кроз политички став демократа y целој уставној дебати избијало јe уверење о неопходности унитаристичког уређења државе. Љубомир Давидовић, шеф Демократске странке, изложио јe да јe дело уједињења народа резултат удружених напора Срба, Хрвата и Словенаца. Уједињење народа значи слободу која јe свршен факат, a рад уставотворца јe давање дефинитивне форме уједињења.
„Ma како да јe добра ствар што су грађанске слободе огарантоване Уставом, има једна друга гаранција, која јe много снажнија и много јача. То јe будна свест наших грађана. Ми ћемо бити дужни да стварамо такве грађане да стварамо праве људе који ће умети слободе извојевати и чувати их. Ја мислим да ће демократија узети на себе ту деликатну дужност.
Поводом различитих гледишта појединих политичких групација y Уставотворној скупштини демократи су сe изјаснили за јединствену државу са једним владаоцем, са једном законодавном скупштином и са једном владом; док су концепцијама Стјепана Радића о државном уређењу приписивали неодређеност. „Господин Радић хоће суверену, сељачку хрватску републику y оквиру Југославије, a да би неодређеност била још већа, Радић замишља да y тај оквир треба да уђе и Бугарска". Демократи су сe залагали за широку деконцентрацију власти. Самоуправе имале би своју самоуправну скупштину и своје одборе, a одбори своје председнике као своје једине извршне органе свих одлука самоуправних скупштина. У самоуправним телима држава би имала свог представника, као контролу над вршењем самоуправних закона. За аутономије јe речено да су неједнакост или привилегије. Неједнакост потиче отуда, ако аутономна област има мање права од државне целине, a привилегија ако аутономна област има више права него што би их имала државна целина. Демократска странка јe била за „једнакост свију и свакога", једнакост y правима, али и једнакост y дужностима. „Нећемо ничију предност, нећемо ничије преимућство, нећемо ничију хегемонију... нећемо натурати ни установе једне покрајине другој, хоћемо само оно што јe добро". Пред Скупштином су изнети следећи разлози противу аутономије: „Аутономије су немогућности. Да нека област добије своју аутономију, она мора бити ограничена. Кад смо радили Крфску декларацију, најбољи међу добрима, који су онда представљали наш неослобођени део народа, рекао јe y својој првој реченици: „Ја сам против федерација". Одмах јe рекао и зашто. Вели: „не може сe разграничити". Тачно, господо, тачно. Не може сe замислити, тешко јe наћи Хрвата који би мислили да Срем треба да сe одвоји од Србије. И можда би на првом кораку нашега народног живота дошли y опреку, можда бисмо још на првом кораку морали да идемо y борбу, да прве дане наше заједнице обележимо нашом рођеном крви. То нити сме нити треба да буде. На приговор да демократе хоће србијанску хегемонију, шеф странке Давидовић јe изјавио да јe бојазан те врсте потпуно празна и неоснована: — Ако бисмо сe ми, стари, и са ове и са оне стране, занети својим старим међусобицама и заборавили, и помислили на завлађивање једни другима, има некога који то неће допустити. Не чудите сe ако вам кажем ко јe то. То јe омладина. Млади долазе. Долазе они који су, по нашу добру срећу, y лепом броју за данашњу државу, долазе они који имају за свој идеал једнакост, пуну једнакост нашега народа."

#### Републиканска странка y начелној дебати о Уставу
Став према владином уставном пројекту пред Уставотворном скупштином y име Републиканске странке образлагао јe Јован Ђоновић. „Ми смо овде окупљени не да сањамо и песме да певамо", говорио јe Ђоновић, „него да разговарамо о једном важном крупном, националном послу, о Уставу земаљском". Републиканци су програмски стајали на гледишту интегралног националног јединства, затим на гледишту једнакости и равноправности грађана y држави. У економском погледу бранили су економску демократизацију a y политичком демократију. Нарочито јe наглашавано да сe y извесним ставовима уставног пројекта „није сe хтело да измени" чак ни оно што јe стилски било рђаво. Републиканци су влади замерали што јe њој „може бити било тако наређено или речено да сe ништа не прими." То су уставни ставови који говоре о прерогативама Краљевим и о Намесништву. Републиканци су сe изјаснили противу уставног пројекта.

#### Став Народне радикалне странке
У име радикала y начелној дебати говорио јe Милан Симоновић. Говорник сe најпре осврнуо на велики број замерки и приговора који су учињени уставном пројекту од стране опозиције, тврдећи да јe њихов највећи број претеран и нетачан. Симоновић не може принципијелно замислити да сe један Устав сме и може радити као једна политичка комбинација по извесном партиском програму, не водећи рачуна о реалностима, о фактима, о догађајима, о приликама, као и о потребама онога за кога сe тај Устав спрема. Бранећи унитаристичку основу уставног пројекта представник радикала подсећа на жеље Војвођанске велике народне скупштине, Велике народне скупштине црногорске и Народног већа y Загребу, које јe 19. октобра 1918. изразило жељу да сe сједини са Краљевином Србијом y једну јединствену државу. Ова жеља јe достављена и саопштена путем познатог изасланства Народног већа 18. новембра Престолонаследнику Регенту Александру. Изасланство Народног већа y неколико јe нагласило какво то наше уређење државно y најкрупнијим потезима y погледу Устава треба да буде. Говорник јe нарочито подвлачио да јe још y Адреси речено да земља има бити унитарна и јединствена, да y њој Устав има бити спроведен кроз једну Конституанту изабрану општим, тајним и једнаким правом гласа, кроз целу земљу. Сматра да јe већина и спроводила све онако како јe утаначено. Доношење Устава сматра најсветијим послом, јер сe тиме обезбеђује национално јединство, па каже:
При овом послу морам са болом, са најдубљим жаљењем констатовати да јe једна странка из хрватског племена нашега народа, претпоставила да дезертира са ове свете дужности народне. Она није сматрала за потребно, као дужност према народу, да овде дође и да скупа са осталим народним представницима сарађује на овом послу. То јe њена ствар, па и њено схватање дужности и одговорности према народу. Истина, такав њихов поступак, поступак те странке, не разрешава нас дужности ниуколико да ми до краја својој дужности не одговоримо према народу.
При доношењу Устава, по гледишту Милана Симоновића, на уму сe морају имати три захтева. Устав треба на првоме месту да одговара народним најбитнијим интересима, гарантовањем опстанка, одржања и напредовања јединства. На другоме месту, Устав мора да води рачуна о свим реалностима и о свему што му јe претходило. На трећем месту, Устав има за дужност да води рачуна о политичким програмским захтевима, о духу времена и његовим тежњама. Одлука y уставном нацрту о унитарном уређењу државе мотивисана јe „масом озбиљних разлога и за владу и за Уставни одбор, никако жељом за хегемонијом". Поднете нацрте Југословенског и Народног клуба Симоновић јe карактерисао као федералистичке. У питању облика владавине групе из скупштинске већине биле су отсудно за монархију.
Ми смо сe одлучили за овај облик зато што нисмо имали разлога да га мењамо, и што верујемо да он одговара и жељи огромне већине нашега народа y овоме моменту. У толико пре ми смо сe лакше и мирније душе одлучили за овакав облик што имамо своју нацијоналну династију, која има несумњиво својих заслуга и за ово наше национално јединство, за стварање ове наше националне државе с једне стране, и која има несумњивих заслуга с друге стране и y другом погледу, јер од њеног поновног доласка на престоље бивше Краљевине Србије она јe дала довољно доказа да уме поштовати народна права и да их никад не жели и неће да гази.
Начело поделе власти y предложеном уставном пројекту спроведено јe сходно принципима усвојеним y свима слободоумним и модерним државама. Власт јe тако подељена да сe искључује свака могућност неке злоупотребе од стране државних органа.

#### Став Југословенског клуба
Југословенски клуб преко свога председника др. Антона Корошца изнео јe одвојено мишљење о нацрту Устава. У мотивацији овог одвојеног мишљења каже сe да јe мисао водиља за предложени уставни нацрт Југословенског клуба била да сe народу да Устав који сe обзире на садашње његове културне и привредне одношаје, јер би такав Устав могао народ задовољити. Југословенском клубу није главно да сe донесе један механично правни апарат, изграђен по теоријама науке, већ Устав „који даје држави задаћу да штити право свију држављана и да сe брине за решавање његових господарских односа". Парламентарна групација Југословенског клуба, истичући важност привредних и друштвених питања, предлагала јe да сe поред политичке Скупштине установи и друга Скупштина, равноправна политичкој, чији би задатак био да доноси законе социјалне и економске природе. Ова друга Скупштина бирала би сe по сталежима и сталешким организацијама.
У предложеним социјално-економским одредбама y владином нацрту Устава говорник види велики напредак y поређењу са осталим послератним уставима. „Али кад јe владина већина ишла за тим да социјализира земљу, онда не разумем зашто није учинила још један логичан и доследан корак даље, па није дошла до тога, да унесе и принцип социјализације y индустријским предузећима, y кућама и y купатилу". Др. Корошец не види други излаз већ да сe социјализира продукција, конзум, како би сe добили нови дохотци за привреду. Ради тога сматра да би уношење принципа социјализације отворило врата привредној равноправности y нашој држави.
О предложеним областима y уставном нацрту др. Корошец y име Југословенског клуба дао јe мишљење да јe већина српског племена за мале области, док јe на другој страни већина Хрвата и Словенаца за велике области које би имале историске границе. Словенци и Хрвати y историским границама успешније би напредовали y свом културном, привредном и политичком животу. Ради овога сматра да треба одржати покрајине, које јe створила историја, и додаје:
Ја морам констатовати, да сe y овој ствари стварно до сада није тражило никаква споразума, и ако јe г. министар за Конституанту јуче говорио о каквом споразумном раду, морам казати да јe то само софизам или празна фраза. До сад сe стварно није споразум ни тражио y овој ствари са нама, јер ми имамо савршено друго мишљење о томе, и ја ово хоћу да кажем да би сe забележило и да би историја знала y чему јe ствар. Ако ми тражимо историске границе, историске покрајине, онда сe морам питати: шта смета то онима, који су против тога; особито, зашто би то било опасно за српско племе? Опет морам отворено говорити. За српско племе била би могућност, да y овим покрајинама где имају већину Хрвати или Словенци, дође до превласти, до какве хегемоније хрватске. Ја мислим да јe то, можда, једина опасност и бојазан. Ако би дошло до такве покрајинске поделе, ја мислим да Хрвати, ако их судите по данашњој њиховој историји, никад не би покушали какву хегемонију или превласт. Али, ако би они то и покушали, ми сви знамо да ће Београд бити централа наше државе, и да ће српско племе y тој централи бити увек тако јако да може не један пут већ више пута, свакад и кад треба, забранити и корегирати сваку превласт некога другога... Ради тога ја мислим да није при подели земље y историске границе ни за српско племе никакве бојазни. Ако дате ове историске границе, онда ћете задовољити велики део хрватског и словеначког народа, ви ћете имати срећан хрватски и словеначки народ.
Југословенски клуб сматрао јe да треба створити покрајинске самоуправне скупштине, па да овим покрајинским скупштинама треба дати легислативу и део самоуправне власти. На овај начин централна власт не губи ништа од своје неограничености. Др. Корошец тврдио јe да ниједан Хрват и Словенац, y њиховом клубу, неће никада подупирати центрифугалне тенденције. Шта више, клуб овакве тенденције осуђује: „Прву гаранцију имате y нашој речи. Ја мислим, како ми мислимо тако мисле свих 99% Словенаца и Хрвата. Ви имате y овоме већ велику гарантију, и ако вам и ово није довољно ми имамо толико средства и могуће их јe унети и y Устав, ако ви хоћете да сузбијате центрифугалне тежње. Главно јe да ће сe тиме задовољити и сви Хрвати и сви Словенци, ако им дате аутономију њихових покрајина. Нама није потребно ништа друго, и ако вам јe и то мало, ми ћемо дати и писмену гарантију, само да остваримо један Устав y коме ће сва три племена живети онако како то они желе и траже. Главно јe да ми задовољавамо наш народ, a све остало јe споредно јер, ако од чега буде бојазни, то сe може лако сузбити". Најзад, говорник јe говорио и о србофобству, које јe резултат погрешака политичара. По овом мишљењу србофобство потиче из бојазни пред превлашћу српскога елемента. Др. Корошец јe своје образлагање закључио тврдећи да ипак постоји једна велика додирна тачка, a то јe љубав према држави. „Ми имамо љубав према држави, којој смо помогли да сe оствари својим скромним снагама, и ова љубав нека нас води до последњег дана да тражимо споразум како бисмо могли задовољити не само српско, него и хрватско и словеначко племе".

#### Становиште Социјалистичке странке
У име Социјалистичког клуба социјалистичко становиште обележио јe Недељко Дивац. Социјалистичка странка сматрала јe да јe y уставном пројекту појам суверености народне недовољно наглашен, и да сe то хотимично избегло. Дивац јe налазио да су међу уставне одредбе унесене и такве којима сe народна сувереност негира. То долази отуда што сe Владаоцу дају велика права. За пример Дивац јe наводио распуштање Народне скупштине и тврдио да јe то право предато Владаоцу без постављања икаквих услова. Остајући на начелима Социјалистичке партије Дивац јe предлагао да сe држава, y погледу вера „отресе од свију колико их год има".

#### Теза др. Анте Трумбића
Од политичара који су стајали ван група и страначких комбинација највећу пажњу привлачило јe држање др. Анте Трумбића, председника Југословенског одбора и првог министра иностраних послова Краљевине Срба, Хрвата и Словенаца. Сам говор др. Анте Трумбића y начелној дискусији трајао јe неколико часова и са прекидима које јe председништво давало говорнику, да би што свестраније средио и изнео своју тезу.
Др. Трумбић јe налазио да сe уставни пројект претреса без довољно припреме која јe y интересу саме ствари и y једној атмосфери која јe тешка услед политичких и партијских односа y самој Скупштини. Прилике y земљи нису такве да би могли да будемо спокојни. Провоцирали смо племенски спор, a то јe оно што дели Србе, Хрвате и Словенце. То није племенско питање, јер по мишљењу Трумбића племенских разлика, нарочито између Срба и Хрвата, нема ни y језику говорном и писаном, ни y карактерним цртама, које обележавају Једно етичко племе. На тај начин не можемо доћи до констатације да сe ради о племенској диференцији између Срба и Хрвата. Но ипак, неке диференције постоје и оне постоје y мери и опсегу и са таковим последицама које збуњују читав наш јавни живот и стварају душевни немир y нашем народу. Треба, дакле, видети одакле су те разлике и y чему им јe узрок, a то треба учинити утолико пре, што без изравњања спора између Срба и Хрвата неће бити редовних прилика y нашој земљи. Др. Трумбић јe налазио да сe те разлике и тај опор налазе y психологији, a не y племенским разликама. A кад јe то тако, нама сe намеће дужност да удесимо прилике и живот тако, да тих разлика нестане, и да из будућег васпитања нашег народа произађе нова духовна унификација.
Размирице између Срба и Хрвата дошле су до израза y целој земљи, где год y додиру живе ова два наша племена, a y Хрватској и Славонији постоји српско-хрватски психолошки спор, који није лимитиран само на покрајинске границе Хрватске и Славоније, јер сe тај опор својим замахом шири и даље. У доказ за то др. Трумбић јe наводио догађаје који су сe догодили y вези са изборима за Уставотворну скупштину и приликом жигосања коња и стоке, када су y појединим крајевима Хрватске избили немири. 49 народних посланика из Хрватске, који представљају најкомпактнију масу сељачку y целој земљи, нису дошли y Скупштину, a нису предали ни пуномоћства, иако им јe то била дужност. A сем тога и знатан број Хрвата народних посланика y Уставотворној скупштини заузео јe гледиште које не може да сe измири са гледиштем већине y питању Устава. ,,И према томе", развијао јe своју тезу др. Трумбић, „нема сумње, настало јe питање које сe може назвати питањем о Хрватској... Питање јe важно, врло важно. Морамо му посветити сву своју пажњу. Морамо најпре да испитамо, јe ли и уколико јe сваки од нас y том погледу своју дужност извршио. Ми то питање мимоићи не можемо. Не можемо сe ограничити да кажемо: ко јe овде, нека гласа, a о онима којих нема не водимо рачуна." Трумбићево јe уверење било да y овоме питању није све учињено што сe могло учинити од стране меродавних фактора, који су y првом реду били позвани, који имају најјачи утицај и носе највећу одговорност.
Др. Трумбић јe даље своју мисао развијао овако: кад 49 посланика не предају своја пуномоћства, то јe тежак догађај y парламентарном животу.... То значи да знатан део наше земље нема својих представника y Уставотворној скупштини. На коме јe за то кривица? „Нема сумње да јe кривица и одговорност на оним људима, који тако поступају, да јe кривица и одговорност прво на посланицима Радићеве странке, који су изабрани па нису овамо дошли... Ценим да су изабрани посланици починили тежак грех против свога народа, па и онога дела који они мисле да имају засебно право да заступају и да говоре y првом реду, ако не искључиво y његово име... Они су, уосталом, повредили једну своју позитивну дужност, јер наш изборни закон и наш пословник наређују нарочито да јe њихова дужност била кад их јe народ изабрао, кад су примили пуномоћства као чланови Уставотворне скупштине Краљевине Срба, Хрвата и Словенаца, да овамо дођу. И кад они нису дошли, и кад су задржали пуномоћства y своме џепу, као своју приватну својину... они су починили повреду позитивне, велике своје дужности."
По мишљењу др. Трумбића, питање одговорности ту не свршава. Одоговорност за то лежи и на другим факторима, који од изабраних народних посланика имају право да траже да врше своју дужност, y првом реду дужност предавања пуномоћства. Скупштина стога треба да поступи по прописима за такве случајеве, a ако тих прописа нема, она треба да их створи. Као коначни објектив мора да буде тај, да сe не пусте без одговорности, без казне, они чланови Уставотворне скупштине који су тако тешко повредили своју најелементарнију дужност. „Нема сумње," образлагао јe даље др. Трумбић, „да посланици Радићеве странке не признају законитост створенога стања, да не признају право овој Конституанти да одлучује. Ако Скупштина прекрсти руке и ствар остави овако видите, да бар сумња може да сe породи. Ишло би сe на руку таквој тенденцији, што ја не бих желео да сe догоди. Рескирамо да последице овога негативног догађаја буду мутиле и y будуће наш мир и буду узрок политичке борбе."
Изложивши своје мишљење о свим уставним пројектима који су поднесени и служили као основ за дискусију, др. Трумбић их одбацује све и наглашава да за дискусију остаје једино нацрт који јe Скупштини поднесен од стране Уставног одбора. „И ја сам за унитарну државу, јер не видим како би сe она, према нашим приликама, могла другачмје уредити, да буде способна за живот y својој целини. То јe било увек моје идеално гледиште од кад јe букнуо рат и од кад сe показала могућност остварења нашег народног идеала." Но др. Трумбић сe није слагао са одредбама Устава y питању поделе на области, као и y неким другим техничким питањима, па јe изјавио да не би могао гласати за Устав ако сe та питања не би повољно решила.

#### Народни клуб и крај начелне дебате
Др. Мате Дринковић, члан Народног клуба, нарочито јe тежио за тим да прикаже централистичке тежње Устава. „Нас јe овде 11 (тј. чланова Народног клуба, y коме су били организовани углавном Хрвати из Босне и Далмације) али нека вас тај мали број не заведе, јер вам могу јамчити да y погледу централизма нас 11 говоримо y име огромне већине, y име целога народа хрватског племена."
Средином маја начелна дебата приведена јe крају. Влада јe стала на гледиште да некоје од примедаба, које су изнесене y току начелне дебате, може да прими али тек кад сe пређе на дебату y појединостима. Пре самога гласања y начелу др. Мате Дринковић, y име Народног клуба, одрекао јe законитост Уставотворној скупштини и порицао њено право да даде устав за Хрватску и за Хрватски народ. У случају да такав Устав буде изгласан, нагласио јe др. Дринковић, „сматраће сe као и да не постоји и без икакве правне важности."
12. маја, на 29 редовном састанку, Уставотворна скупштина прешла јe на гласање Устава y начелу. Гласало јe y свему 320 народних посланика, a од тога броја 227 посланика зa, a 93 посланика против предлога Устава. За Устав гласали су чланови Народне радикалне и Демократске странке, као и чланови Југословенске муслиманске организације, a против Устава чланови Народног клуба, комунисти, социјалисти, народни социјалисти, републиканци, земљорадници, те чланови Словенске људске и Хрватске пучке странке.

### Изгласавање Устава
Одмах после изгласавања Устава y начелу, Уставотворна скупштина прешла јe на дебату о новом Уставу y појединостима. Ta дебата почела јe 17. маја a завршена јe 28. јуна 1921. Пре коначног изгласавања Устава y Уставотворној скупштини све групе које су сe изјасниле против Устава дале су своја мотивисана гледишта. На сам Видовдан, 28. јуна, Устав јe био изгласан са 223 према 35 гласова, те јe према томе y свему гласало 258 народних посланика. Истога дана Устав јe добио и краљевску потврду, a после свршеног посла председник Народне скупштине др. Иван Рибар одржао јe један пригодан говор.

### После изгласавања Устава
29. јуна 1921. одржана јe свечана седница Уставотворне скупштине, на којој јe Наследник Престола Регент Александар положио заклетву на Устав. Наследник Престола довезао сe пред Народну скупштину заједно са председником министарства Пашићем, праћен свитом, y колима са двојном запрегом арапских белаца. Одушевљено поздрављен од света који сe налазио на тротоарима, Регент Александар ушао јe y аулу Народне скупштине, где га јe на улазу сачекало скупштинско часништво, на челу са председником др. Рибаром. За време полагања заклетве пуцали су топови са београдског града, a y дворишту Народне скупштине војна музика свирала јe државну химну. На улазу y салу која јe били свечано декорисана, Наследник Престола Регент Александар био јe бурно поздрављен од стране народних посланика, који су били y свечаном руху.
Тачно y 11 часова отворена јe свечана седница. Скупштини јe пре свега саопштен један акт министра за Уставотворну скупштину којим јe Скупштина обавештена да јe Регент потписао Устав. Затим јe Регент Александар изговорио текст заклетве и потписао га, чиме јe први део скупштинске седнице био завршен, па јe Регент напустио скупштинску дворану, бурно акламиран од народних посланика и чланова кабинета. У наставку седнице заклетву су, саобразно одредбама новога Устава, положили и народни посланици.
При повратку са свечане седнице Народне скупштине, на Наследника Престола Регента Александра извршен јe атентат који јe остао без икаквих штетних последица по живот и здравље Наследника Престола. Тај догађај саопштен јe Народној скупштини на седници од 30. јуна, и она јe изразила своју радост што јe атентат остао без последица.
2. јула 1921. одржана јe последња седница Уставотворне скупштине која јe y свему одржала 68 редовних састанака. Тога дана Скупштини јe саопштен указ којим сe Уставотворна скупштина закључује, и одређује да сe Уставотворна скупштина претвара y Законодавну народну скупштину, која треба да настави редован законодавни рад. Пре закључења Уставотворна скупштина изгласала јe резолуцију да дотадашње председништво Уставотворне скупштине функционише и даље, све док Народна скупштина не донесе свој стални пословник, a до тога времена да важи пословник Уставотворне скупштине. Сем тога, истом резолуцијом било јe одлучено да сe одмах изабере Финансијски одбор од 24 члана, a за одбор који ће израдити пословник 20 чланова, и да сe на место одсутних чланова позову са дотичне кандидатске листе наредни кандидати.